# Sericolea gaultheria
Sericolea gaultheria är en tvåhjärtbladig växtart som beskrevs av Schlechter. Sericolea gaultheria ingår i släktet Sericolea och familjen Elaeocarpaceae.

## Underarter
Arten delas in i följande underarter:
- S. g. cuneata
- S. g. muelleri
- S. g. schoddei